# 24385 Katcagen
24385 Katcagen è un asteroide della fascia principale. Scoperto nel 2000, presenta un'orbita caratterizzata da un semiasse maggiore pari a 2,7464409 UA e da un'eccentricità di 0,1253374, inclinata di 8,00077° rispetto all'eclittica.
È stato intitolato a Katherine Thompson Cagen (1990), studentessa premiata nel 2008 al concorso internazionale Intel per la scienza e l'ingegneria.